# Les Comes (Sant Quirze de Besora)
|  | Per a altres significats, vegeu «masia les Comes (Sant Quirze de Besora)». |

Les Comes és una casa al nucli de Sant Quirze de Besora (Osona). El nucli principal de la casa data de 1796. Originàriament s'anomenava Can Bruc, però en ser adquirida pels familiars de l'actual propietari, l'any 1890, hom l'anomenà "Les Comes", per venir aquesta família d'una casa anomenada així. El 1924 es va apujar un pis, a l'alçada d'un terrat adossat, oratori que fou destruït durant la Guerra Civil i que mai més ha estat restaurat.
Casa de planta quadrangular amb teulada a quatre vessants, per bé que a ponent fou modificat el pendent en ser contigua una altra masia. La construcció és de dues plantes més unes golfes. Té l'entrada principal a llevant: un portal dona pas a un ample vestíbul, a través del qual s'accedeix a les dependències de la planta baixa i a l'escala que condueix al primer pis. Té una construcció adossada a tramuntana. És de destacar una arcada de pedra de trets goticitzants que es troba a la cambra de més al sud de la planta baixa.